# Centrale a idrogeno
Una centrale a idrogeno è una centrale che produce energia elettrica a partire dall'idrogeno.

## Funzionamento
Esistono due modi per produrre energia elettrica a partire dall'idrogeno.

### Combustione diretta
L'idrogeno può essere utilizzato come un tradizionale combustibile gassoso, per combustione diretta.
L'idrogeno infatti è un ottimo combustibile e brucia, combinandosi con l'ossigeno. Il prodotto di questa combustione è acqua, in forma di vapore acqueo.
Questa metodologia di sfruttamento, permette di utilizzare l'idrogeno in centrali termoelettriche praticamente identiche a quelle alimentate a metano, siano esse tradizionali centrali termoelettriche, turbogas o a ciclo combinato.
In questa metodologia di utilizzo l'idrogeno potrebbe sostituire quasi tutte le applicazioni del metano o del gpl che implicano combustione, anche non legate alla produzione elettrica, dall'autotrazione alla produzione di calore per riscaldamento, con il vantaggio delle emissioni nulle di CO2.
Per via della presenza di azoto nell'aria, le emissioni non si limitano al solo vapore acqueo, ma anche ad ossidi di azoto.
La combustione diretta rappresenta un tipo di sfruttamento facilmente implementabile, basato su tecnologie già ampiamente utilizzate e collaudate solo da ottimizzare per il nuovo combustibile.

### Celle a combustibile
Può essere prodotta energia elettrica a partire dall'idrogeno per via elettrochimica utilizzando celle a combustibile

## Italia

### Centrale di Fusina
Dal 2010 a Marghera, con un investimento di 47 milioni di euro, è attiva la centrale a idrogeno più grande del mondo, nonché la prima al mondo di livello industriale, con una potenza installata di 16 MW.

### Centrale Milano Bicocca
Rappresenta il primo impianto Europeo di produzione elettrica tramite celle a combustibile è entrata in funzione nel 1992 a scopo sperimentale. Nel 1998, come previsto, è stata fermata la produzione. L'impianto è stato poi revisionato ed è ripartito nel 2004.
La centrale fa parte del progetto Prode, frutto della collaborazione tra Aem, Ansaldo e ENEA.
Questa centrale produceva idrogeno a partire dal metano.
L'impianto è costituito da sotto-impianti di: trattamento del combustibile, aria di processo, celle a combustibile, raffreddamento dei moduli elettrochimici, smaltimento del calore, condizionamento di potenza.
Il trattamento combustibile consiste nella produzione di un gas ricco di idrogeno (75% molare) per steam reforming del metano, l'aria che deve reagire con l'idrogeno viene invece trattata nel sistema aria di processo che provvede alla compressione, il vero cuore del sistema sono le celle a combustibile, due moduli collegati in serie che producono corrente continua, ognuno dei due moduli è costituito da 469 celle elementari in serie tra loro e produce una potenza di 670 kW lavorando alla temperatura di 207 °C.
Infine il sistema di raffreddamento dei moduli serve a mantenere la corretta temperatura di esercizio delle celle e utilizza il calore asportato per produrre il vapore necessario al processo di steam reforming. Il calore in eccesso, 900 kW termici, viene riutilizzato e, ove non possibile, dissipato in torri di raffreddamento a secco.
La corrente continua prelevata dalle celle viene convertita in corrente alternata dal gruppo di condizionamento di potenza tramite due inverter a commutazione forzata (GTO), il sistema è poi connesso in rete tramite un trasformatore 600/23.000 V e permette anche il funzionamento in isola.
Il progetto Bicocca di una "Cittadella dell'idrogeno" prevede la conversione della centrale con la sostituzione delle ormai vecchie celle con altre 2 più moderne ma di minore potenza, 500 kW, il dimezzamento della potenza installata renderà disponibile circa la metà della produzione (1000 m3/h) per altri usi.
Parte dell'idrogeno alimenterà una cella a combustibile utilizzata nella stazione Greco-Pirelli, parte verrà utilizzato a Tecnocity in una turbina di una centrale di cogenerazione e la parte restante servirà ad alimentare il primo distributore di idrogeno in Italia, con possibilità di erogare idrogeno liquido e gassoso.